# 刘曜墓
刘曜墓，是位于中国山东省泰安市东平县梯门镇芦泉村的一个汉代古墓葬，2010年入选泰安市第三批文物保护单位。
刘曜墓由两座墓构成，1号墓高7米，保存较完整，2号墓已经露出墓石和墓门。